# Mylomys rex
Mylomys rex  (Thomas, 1906) è un roditore della famiglia dei Muridi endemico dell'Etiopia.

## Descrizione

### Dimensioni
Roditore di medie dimensioni, con la lunghezza della testa e del corpo di 212 mm, la lunghezza della coda di 175 mm, la lunghezza del piede di 36 mm e la lunghezza delle orecchie di 22 mm.

### Aspetto
La pelliccia è ruvida. Le parti superiori sono brunastre con dei riflessi rossastri sulla groppa, i fianchi sono striati di giallo-crema, mentre le parti ventrali sono bianche. Gli arti anteriori sono giallo-brunastri, le zampe anteriori marroni chiare. Il dorso dei piedi è bianco lateralmente e fulvo chiaro lungo la parte mediana. La coda è più corta della testa e del corpo, è nerastra sopra e biancastra sotto.

## Biologia

### Comportamento
È una specie terricola.

## Distribuzione e habitat
Questa specie è conosciuta soltanto da una singola pelle appartenente ad un individuo maschio catturato nel 1905 presso Kaffa, nell'Etiopia centrale ed ora conservato presso il Natural History Museum di Londra, con numero di catalogo BM(NH) 1906.11.1.34.
Vive nelle foreste a circa 1.800 metri di altitudine.

## Conservazione
La IUCN Red List, considerato che questa specie è conosciuta soltanto da un individuo e che non è stata più catturata nonostante diversi tentativi, classifica M.rex come specie con dati insufficienti (DD).